# Daniel Mitruți
Daniel Mitruți (n. 15 februarie 1977 în orașul Craiova) este un arbitru român de fotbal și profesor de educație fizică și sport. A început arbitrajul în anul 1995 urmând ca peste 4 ani să fie promovat de la fotbalul județean la Liga a III-a. Pasul la Liga a II-a l-a făcut în anul 2008 unde până acum a arbitrat 60 de meciuri. În anul 2012 pe 21 martie face pasul în fotbalul de performanță, își face debutul în Liga I în meciul Petrolul Ploiești - Concordia Chiajna.